# 班科 (印第安納州)
班科（英語：Banquo）是位於美國印地安納州亨廷頓縣的一個非建制地區。該地的面積和人口皆未知。